# Josué Teodoro
Josué Teodoro da Silva, conhecido como Josué Teodoro (Belford Roxo, 12 de julho de 1970) é um cantor, compositor e multi-instrumentista brasileiro, mais conhecido por sua atividade como compositor.
No meio cristão, foi o letrista de maior notoriedade nos anos 90. Compôs mais de 200 canções quando ainda esteve no anonimato, quando, segundo o próprio, pediu a Deus que algum artista gravasse ao menos uma destas músicas. Ao ligar o rádio, ouviu uma música de Denise Cerqueira, que mais tarde foi a primeira intérprete de suas músicas. Josué duetou ao lado da cantora no álbum Em Tua Presença, em "Te Amo".
Aline Barros, Fernanda Brum, Cassiane, Shirley Carvalhaes, Cristina Mel, Marina de Oliveira, Altos Louvores, Andrea Fontes, Bruna Karla, Elaine de Jesus, Lauriete, Léa Mendonça e vários outros artistas e bandas do meio cristão gravaram canções de sua autoria.
Em carreira solo, lançou alguns álbuns como intérprete.

## Discografia
Álbum de Estúdio
- 1998: No Ritmo do Sentimento
- 2001: De Todo o Coração

Álbum Ao Vivo
- 2006: Minhas Lembranças, Minhas Canções ao vivo

Álbum Digital
- 2010: Teodoro in Love
- 2020: Cantando no Play-Back

## Singles
- 2020: Eu sei de onde vem meu socorro

## Composições
| 1993 – Em Tua presença – Denise Cerqueira                |
| 1993 – Fui Caminhar – Denise Cerqueira                   |
| 1993 – Te amo – Denise Cerqueira ft Josué Teodoro        |
| 1993 – Vaso perfeito – Denise Cerqueira                  |
| 1994 – A Mão do Mestre – Cristina Mel                    |
| 1994 – Dobra o joelho no chão – Denise Cerqueira         |
| 1994 – Eterno Amor – Denise Cerqueira                    |
| 1994 – Louvemos ao Rei – Cristina Mel                    |
| 1994 – Meu Deus tu estás – Denise Cerqueira              |
| 1995 – Cristo – Cristina Mel                             |
| 1995 – Meu Lar – Cristina Mel                            |
| 1995 – Se Clamares – Aline Barros                        |
| 1996 – Eternamente sua – Léa Mendonça                    |
| 1996 – Minha morada – Cassiane                           |
| 1996 – Sem palavras – Cassiane                           |
| 1996 – Senhor do universo – Léa Mendonça                 |
| 1997 – A promessa de Deus – Hilzemarie                   |
| 1997 – Ao Amigo Distante – Cristina Mel                  |
| 1997 – Basta – Hilzemarie                                |
| 1997 – Coração sofrido – Denise Cerqueira                |
| 1997 – Deus tá vendo tudo – Hilzemarie                   |
| 1997 – Mestre – Cristina Mel                             |
| 1997 – Meu maior prazer – Denise Cerqueira               |
| 1997 - Mostra teu amor – Adriana Marques                 |
| 1997 – Motivos – Jossana Glessa                          |
| 1997 – Não Há razão – Aline Barros                       |
| 1997 – Sou Jesus – Hilzemarie                            |
| 1997 – Tudo por mim – Fernanda Brum                      |
| 1997 – Um coração – Hilzemarie                           |
| 1998 – Ao Adolescente – Cristina Mel                     |
| 1998 – Ao pé da Cruz – Cristina Mel                      |
| 1998 – Chega de porquês – Léa Mendonça                   |
| 1998 – Cristo pode te fazer feliz – Adriana Marques      |
| 1998 – Jerusalém e eu – Denise Cerqueira                 |
| 1998 – Me Levantou Jesus – Cristina Mel                  |
| 1998 – Meu clamor – Denise Cerqueira                     |
| 1998 – Não é tarde demais – Cassiane                     |
| 1998 – Nome Maravilhoso – Cristina Mel                   |
| 1998 – Razão do meu viver – Dilce Carvalho               |
| 1998 – Sê forte – Shirley Carvalhaes                     |
| 1998 – Vencedor – Altos Louvores                         |
| 1998 – Viver ao lado de Jesus – Lauriete                 |
| 1999 – Amor chama que me une a Ti – Marina de Oliveira   |
| 1999 – Deus garente – Elaine de Jesus                    |
| 1999 – Deus tem poder – Cassiane                         |
| 1999 – O esperado dos Santos – Maurizete Catarina        |
| 1999 – Que bom que tu me amas – Rayssa e Ravel           |
| 1999 – Sou mais um dos salvos – Cristina Mel             |
| 1999 – Tem Coisas Que a gente não esquece – Cristina Mel |
| 2000 – A glória de Deus - Jossana Glessa                 |
| 2000 – Além do véu – Marina de Oliveira                  |
| 2000 – Elo Perfeito – Cassiane e Jairinho                |
| 2000 – Eu não merecia – Vanessa Moraes                   |
| 2000 – Já tenho paz – Vanessa Moraes                     |
| 2000 – O Galileu – Hilzemarie                            |
| 2000 – Palavras do Coração – Georgete Rocha              |
| 2000 – Santo Deus – Vanessa Moraes                       |
| 2000 – Ser criança outra vez – Vanessa Moraes            |
| 2001 – Se Caminhas ao meu lado – Bruna Karla             |
| 2002 – Anjos – Cristina Mel                              |
| 2002 – Canaã – Fernanda Brum                             |
| 2002 – De Tarde – Cristina Mel                           |
| 2002 – Eu sou o Pai - Jossana Glessa                     |
| 2002 – Quando Deus fala - Jossana Glessa                 |
| 2002 – Tanta coisa pra dizer – Pâmela Suellen            |
| 2003 – Deus me ama – Marta Valéria                       |
| 2003 – Jesus Volta – Marta Valéria                       |
| 2003 – Mova a mão de Deus – Cristina Mel                 |
| 2003 – No altar – Jozyanne                               |
| 2004 – Mostrar Jesus – Cristiane Carvalho                |
| 2004 – Noiva adornada e pronta – Elaine Martins          |
| 2004 – Solidão já foi – Cristiane Carvalho               |
| 2004 – Terceiro Dia – Cristiane Carvalho                 |
| 2005 – Amor de Deus por um mortal – Cristina Mel         |
| 2005 – Baby, amo você – Voices                           |
| 2005 – O som do céu - Jossana Glessa                     |
| 2005 – Vou sempre amar você - Jossana Glessa             |
| 2006 – Voando como águia - Cristina Mel                  |
| 2008 – De onde eu descansar – Cristina Mel               |
| 2008 – O cheiro de Deus - Jossana Glessa                 |